# Body Kiss
Body Kiss (em português:  Beijo Corporal) é o vigésimo nono álbum de estúdio por The Isley Brothers no selo DreamWorks. Exclusivamente escrito, arranjado, composto e produzido pelo colaborador de longa data R. Kelly, o álbum rendeu os êxitos R&B "What Would You Do?" (Que também foi um êxito no Top 50 pop) e "Busted" (um dueto com Kim Johnson do grupo JS) e fez história novamente para os Isleys quando se tornou no primeiro álbum desde álbum da banda The Heat Is On a bater o número um nas paradas. Ele também se tornou no primeiro álbum de estreia dos Isley Brothers em número um e desde então foi certificado ouro pela RIAA. Outros sucessos foram o rádio-pronto "Possession Prize".
| Críticas profissionais                                                      | Críticas profissionais |
| Avaliações da crítica                                                       | Avaliações da crítica  |
| Fonte                                                                       | Avaliação              |
| --------------------------------------------------------------------------- | ---------------------- |
| Allmusic                                                                    | [ 1 ]                  |
| Rolling Stone                                                               | [ 2 ]                  |
| Esta tabela precisa de ser acompanhada por texto em prosa. Consulte o guia. |                        |

## Faixas
1. "Superstar" – 3:54
2. "Lucky Charm" – 4:31
3. "What Would You Do?" – 3:47
4. "Body Kiss" – 4:02
5. "Busted" – 3:58
6. "Showdown, Vol. 1" – 4:59
7. "Keep It Flowin'" – 3:09
8. "Prize Possession" – 3:58
9. "Take a Ride" – 4:15
10. "I Want That" – 4:16
11. "I Like" – 3:03
12. "What Would You Do? Pt. 2" – 3:20

## Desempenho nas tabelas
| Tabela (2003) | Posição |
| ------------- | ------- |
| Billboard 200 | 1       |